# Java API for XML Processing
Java API for XML Processing (JAXP) est l'interface de programmation Java de Sun permettant la création, la manipulation et le traitement de fichiers XML à bas niveau. 
Cette interface permet d'analyser les fichiers XML selon les normes DOM, SAX ou StAX, et de les transformer à l'aide de feuilles de style XSL.